# Kim Linh
Kim Linh là một xã thuộc huyện Vị Xuyên, tỉnh Hà Giang, Việt Nam.

## Địa lý
Xã Kim Linh có vị trí địa lý:
- Phía đông giáp huyện Bắc Mê
- Phía tây giáp xã Linh Hồ và xã Phú Linh
- Phía nam giáp xã Linh Hồ
- Phía bắc giáp huyện Bắc Mê và xã Kim Thạch.

Xã Kim Linh có diện tích 39,58 km², dân số năm 2019 là 2.899 người, mật độ dân số đạt 73 người/km².

## Lịch sử
Trước đây, Kim Linh là một xã thuộc thị xã Hà Giang (nay là thành phố Hà Giang). Ngày 20 tháng 8 năm 1999, Chính phủ ban hành Nghị định 74/1999/NĐ-CP về việc thành lập xã Kim Linh trên cơ sở 3.590 ha diện tích tự nhiên và 2.064 nhân khẩu của xã Kim Thạch. Ngày 23 tháng 6 năm 2006, Chính phủ ban hành Nghị định 64/2006/NĐ-CP về việc điều chỉnh toàn bộ 3.590 ha diện tích tự nhiên và 2.529 nhân khẩu của xã Kim Linh thuộc thị xã Hà Giang (nay là thành phố Hà Giang) về huyện Vị Xuyên quản lý.